# آلبری
آلبری (به انگلیسی: Albury)، شهری است در جنوب ایالت نیو ساوث ویلز و دومین شهر بزرگ در منطقه حاصلخیز ریورینا محسوب می‌شود.